# Tokmak-Ata (Usbekistan)
Koordinaten: 43° 49′ N, 58° 58′ O
Tokmak-Ata ist eine ehemalige Insel im Aralsee in Usbekistan. Auf ihr befand sich die Stadt Mujnak. Durch das Sinken des Wasserspiegels des Aralsees ab 1964 infolge der Wasserentnahme zur Bewässerung von Ackerland erhielt Tokmak-Ata eine Verbindung zum Land und wurde zur Halbinsel. Mitte der 1990er Jahre war Tokmak-Ata eine Halbinsel im Süden des Aralsees.